# Isabel Coixet
Isabel Coixet [izəˈβɛl kuˈʃɛt], née le 9 avril 1960 à Barcelone, est une réalisatrice, scénariste, et productrice espagnole, alternant des longs-métrages et des documentaires.

## Biographie
Enfant, elle a possibilité de voir un grand nombre de films, toutes sortes de films, par sa grand-mère qui vend des billets dans une salle de cinéma du quartier où elle est née. Elle fait rire sa famille quand à sept ans, elle déclare un jour vouloir devenir réalisatrice de cinéma. Après des études d’histoire contemporaine à l’Université de Barcelone, elle commence une carrière dans la publicité en tant que rédactrice puis se tourne vers la réalisation. Elle fonde sa propre société de production, Miss Wasabi. 
En 1983, son premier scénario de long-métrage, Morbus, est porté à l’écran par le réalisateur espagnol, Ignasi P. Ferré. En 1988, Isabel Coixet dirige le film de son scénario Demasiado viejo para morir joven, ce qui lui vaut une nomination au Prix Goya en tant que Meilleure Réalisatrice. 
Son premier film en langue anglaise Des choses que je ne t'ai jamais dites sort en 1996, avec une distribution américaine, dont Lili Taylor et Andrew McCarthy.  Elle vit alors aux États-Unis. Elle reçoit pour cette comédies de mœurs sa seconde nomination au Prix Goya pour le Meilleur Scénario Original. Après s’être alliée à une société de production française, elle revient à la langue espagnole en 1998 avec son film d’aventure historique L'Heure des nuages. 
C’est en 2003 que la carrière d’Isabel Coixet prend un essor international avec le drame intime Ma vie sans moi, adapté d’une nouvelle de Nancy Kincaid. Sarah Polley y joue le rôle d’Anne, une jeune mère qui choisit de ne pas dire à sa famille qu’elle souffre d’un cancer incurable,. Une coproduction hispano-canadienne qui bénéficie de l’aide la société de production de Pedro Almodóvar, El Deseo, Ma vie sans moi attire l’attention de la critique à la Berlinale en étant nommé pour un Ours d’or. Son film suivant, The Secret Life of Words (2005), tourné à Madrid et Belfast, avec Tim Robbins et Sarah Polley, reçoit de nombreux prix : quatre Goya (Meilleur Scénario Original, Meilleure Réalisatrice, Meilleur Film, Meilleur Directeur de Production). Dans ce film, une femme solitaire, emmurée dans son passé qu'elle voudrait oublier, débarque sur une plateforme pétrolière isolée en mer pour soigner un homme. Isabel Coixet avait réalisé dix ans plus tôt un documentaire sur une plateforme pétrolière au large du Chili. Le long-métrage entremêle le thème de ce lieu, dont on ne peut s'échapper ni échapper à son passé, à celui de la torture politique,. Le film est un mélange de « secrets, vérités, mensonges, humour et douleur »
En 2008, son film Lovers, avec Ben Kingsley et Pénélope Cruz, est produit à Hollywood. Le scénario, signé Nicholas Meyer, est adapté du roman de Philip Roth, La Bête qui meurt. Un autre long-métrage, Carte des sons de Tokyo, est sélectionné en compétition officielle au Festival de Cannes 2009, avec un accueil mitigé,. 
En 2011, elle fait partie des personnalités espagnoles qui soutiennent le mouvement des Indignés. Après une longue absence, elle revient dans son pays natal. Elle réalise un documentaire sur le juge Baltasar Garzón, Escuchando al juez Garzón qui reçoit un prix Goya du meilleur documentaire. Elle crée également une fiction, Ayer no termina nunca (es) dont l'action se situe en 2017 et qui décrit l'impact de la récession sur un couple. En 2013 toujours, elle réalise le film Another Me, sorte de thriller psychologique dont le personnage principal, Fay, est incarné par Sophie Turner.  Puis elle tourne Learning to Drive, avec Ben Kingsley et Patricia Clarkson, film présenté au Festival international du film de Toronto 2014.
Elle enchaîne ensuite par deux réalisations avec Juliette Binoche, le long-métrage Personne n'attend la nuit (Nadie quiere la noche), qui fait l'ouverture de la Berlinale 2015 et est accueilli fraîchement, et un documentaire consacré à une prisonnière de Hissène Habré, Rose Lokissim, Parler de Rose,,.
Dans le cadre des troubles politiques qui suivent le référendum de 2017 sur l'indépendance de la Catalogne, elle prend position contre l'indépendance. Elle est alors la cible de militants indépendantistes : « deux individus avec des foulards aux couleurs de la Catalogne sont venus devant la porte de ma maison pour crier : "fasciste, tu n'as pas honte ?" ».

## Filmographie

### Longs métrages de fiction
- 1989 : Demasiado viejo para morir joven
- 1996 : Des choses que je ne t'ai jamais dites (Cosas que nunca te dije)
- 1998 : L'Heure des nuages (A los que aman)
- 2003 : Ma vie sans moi (Mi vida sin Mi)
- 2005 : The Secret Life of Words (La vida secreta de las palabras)
- 2008 : Lovers (Elegy)
- 2009 : Carte des sons de Tokyo (Map of the Sounds of Tokyo)
- 2013 : Ayer no termina nunca (es)
- 2014 : Permis d'aimer (Learning to Drive)
- 2015 : Another Me (Mi otro Yo)
- 2015 : Personne n'attend la nuit (Nadie quiere la Noche)
- 2017 : The Bookshop
- 2019 : Elisa et Marcela
- 2020 : Nieva en Benidorm
- 2023 : Un amor
- 2025 : Los tres cuencos

### Films collectifs
- 2004 : ¡Hay motivo! (es) - segment La insoportable levedad del carrito de la compra
- 2006 : Paris, je t'aime - segment Bastille
- 2007 : Invisibles - segment Lettre à Nora

### Documentaires
- 2004 : Viaje al corazón de la tortura
- 2011 : Escuchando al juez Garzón
- 2013 : Venice 70 : Future Reloaded
- 2015 : Parler de Rose, prisonnière de Hissène Habré
- 2022 : El sostre groc

### Courts métrages
- 1984 : Mira y verás
- 2010 : Aral. El mar perdido
- 2012 : Marea Blanca
- 2016 : Un corazón roto no es como un jarrón roto o un florero

### Clips
- 2004 : It's Alright - Marlango

### Télévision
- 1998 : XII premios Goya (cérémonie télévisée)
- 2019 : Foodie Love (série télévisée)

## Distinctions

### Récompenses
- Goya du meilleur scénario adapté 2004 pour Ma vie sans moi.
- Prix Lina Mangiacapre à la Mostra de Venise 2005 pour The Secret Life of Words.
- Goya du meilleur réalisateur, Goya du meilleur film et Goya du meilleur scénario original 2006 pour The Secret Life of Words.
- Goya du meilleur documentaire 2012 pour Escuchando al Juez Garzón[10].

### Décorations
- Creu de Sant Jordi, distinction décernée par la Generalitat de Catalogne, en 2006.
- Médaille d'or du mérite des beaux-arts par le Ministère de l'Éducation, de la Culture et des Sports 2008[18].

### Nominations
- Nomination au Prix Goya du metteur en scène le plus prometteur en 1990 pour Demasiado viejo para morir joven.
- Nomination au Prix Goya du meilleur scénario original en 1997 pour Des choses que je ne t'ai jamais dites.
- Nomination à l'Ours d'or, lors du Festival de Berlin 2003 pour Ma vie sans moi.
- Nomination au Prix du cinéma européen du meilleur metteur en scène en 2003 pour Ma vie sans moi.
- Nomination au Prix Goya du meilleur metteur en scène en 2004 pour Ma vie sans moi